# M 1-59
M 1-59 ist ein planetarischer Nebel im Sternbild Schild, der 1946 von Rudolph Minkowski entdeckt wurde.